# Dresdner Kreuzchor
El Dresdner Kreuzchor (traducción del alemán: "Coro de la Cruz de Dresde", en referencia a la iglesia de la Santa Cruz donde tienen su sede, la Kreuzkirche) es un coro de niños alemán de fama mundial. Con casi ocho siglos de historia, es uno de los más antiguos de Alemania y de Europa.

## Historia
Actualmente está formado por alrededor de 150 Kruzianer (así son llamados sus integrantes tras el ingreso en el coro) con edades comprendidas entre los nueve y los diecinueve años, que por lo general actúan como coro mixto (hombres y niños). La plantilla varía según la obra que se vaya a ejecutar. Para los viajes de conciertos intervienen alrededor de 80 Kruzianer.
La sede artística del Dresdner Kreuzchor es la Kreuzkirche de Dresde. Entre sus obligaciones originales se contaba la conformación de la Música sacra para las Vísperas y misas, lo cual constituye también actualmente los cimientos de su trabajo.
Su repertorio es muy variado: abarca desde obras del Barroco temprano del maestro de capilla de Dresde Heinrich Schütz, las pasiones, los motetes y las cantatas de Johann Sebastian Bach y la música coral desde el siglo XIX hasta la actualidad. Con sus numerosas interpretaciones, los Kruzianer obtienen siempre el reconocimiento y la consideración de la crítica especializada.
Los conciertos junto con la Orquesta Filarmónica de Dresde, la Staatskapelle de Dresde o conjuntos especializados para la música antigua están íntimamente ligados a la vida concertística de la ciudad.
Los Kruzianer son artistas invitados en iglesias y salas de concierto nacionales y extranjeras. En los últimos años han viajado a los Estados Unidos, Japón, Corea,  Canadá, a muchos otros países europeos y a innumerables ciudades alemanas. Anualmente se realizan tres giras fijas: en verano, otoño e invierno. Además se hacen muchos viajes cortos. Los teatros de ópera contratan a los cantantes del coro como solistas.
El Dresdner Kreuzchor interviene muy a menudo en grabaciones radiofónicas y televisivas, la última fue un Reportaje de la Deutsche Welle sobre los Kruzianer. Hace ya más de 80 años que el coro empezó a producir grabaciones para destacadas compañías discográficas. Desde entonces han sido grabadas obras de casi todos los periodos musicales que hoy están disponibles en formato digital en Berlín Classics, Capriccio, Teldec y la Deutsche Grammophon.
Los Kruzianer reciben su formación escolar hasta el término del Bachillerato en el Evangelischer Kreuzgymnasium. La mayoría vive en el Internado del coro.
Su éxito y su celebridad no son sólo el resultado del sonido específico de las voces infantiles, sino también del trabajo diario y de una intensa formación vocal e instrumental. La extraordinaria síntesis entre tradición litúrgica, constante formación y elevada calidad artística ayuda a los Kruzianer a conseguir su esplendor mundial.

## Giras, conciertos y otras actuaciones
- El Dresdner Kreuzchor canta los domingos por la mañana en el culto dominical de la Kreuzkirche y por la tarde en las Vísperas de la misma iglesia.